# Pentalogía
Una pentalogía (del griego πεντα- penta-, "cinco" y -λογία -logia, "discurso") es un trabajo literario o narrativo compuesto que esta explícitamente dividido en cinco partes. A pesar de que el uso moderno de la palabra implica tanto que las partes son razonablemente independientes como que la estructura fue pretendida por el autor.
En la literatura Occidental, la estructura quinaria con gran influencia más antigua es la llamada Torá judía o Pentateuco cristiano (se trata de la misma obra); en China, son los Cinco Clásicos confucianos. 

## Ejemplos literarios
- Arthur Conan Doyle, en el curso de casi 40 años, publicó cinco colecciones de cuentos protagonizados por Sherlock Holmes, originalmente publicados en The Strand Magazine:
  - Las Aventuras de Sherlock Holmes (1891)
  - Las Memorias de Sherlock Holmes (1894)
  - El Regreso de Sherlock Holmes (1905)
  - Su última reverencia. Recuerdos de Sherlock Holmes (1917)
  - El Archivo de Sherlock Holmes (1927)